# Конвой Трук – Сайпан (13.07.43 – 16.07.43)
Конвой Трук — Сайпан (13.07.43 — 16.07.43) — японський конвой часів Другої світової війни, проведення якого відбувалось у липні 1943-го.
Вихідним пунктом конвою був атол Трук у центральній частині Каролінських островів, де ще до війни створили головну базу японського ВМФ у Океанії. Пунктом призначення став острів Сайпан, де була головна японська база в Маріанському архіпелазі.
До складу конвою, що рушив з бази 13 липня 1943-го, увійшли транспорти «Кеншо-Мару», «Акібасан-Мару» та «Ямасіро-Мару» (Yamashiro Maru). На підходах до Труку та Сайпану традиційно діяли американські підводні човни, проте конвой не мав постійного ескорту, хоча на якійсь ділянці маршруту його охороняв переобладнаний патрульний човен «Місаго-Мару». Втім, у підсумку перехід пройшов вдало і 16 липня загін прибув до пункту призначення.
Можливо також відзначити, що ще до завершення місяця всі три транспорти рушать далі до Японії — «Кеншо-Мару» самостійно 27 липня 1943-го, а два інші 30 липня приєднаються до конвою Трук — Йокосука, що проходитиме повз Маріанський архіпелаг.